# Matteo Burgsthaler
Matteo Burgsthaler (ur. 18 lutego 1981 w Trydencie) – włoski siatkarz, grający na pozycji środkowego. 

## Sukcesy klubowe
Klubowe Mistrzostwa Świata:
- 2011, 2012[1]
- 2013, 2016

Superpuchar Włoch:
- 2011, 2013

Puchar Włoch:
- 2012, 2013

Liga Mistrzów:
- 2012

Mistrzostwo Włoch:
- 2013[2], 2015[3]
- 2012, 2017

Puchar CEV:
- 2015, 2017

## Nagrody indywidualne
- 2013: Najlepszy środkowy Klubowych Mistrzostw Świata